# 箕作黃姑魚
箕作黃姑魚為輻鰭魚綱鱸形目鱸亞目石首魚科的其中一種，分布西北太平洋的日本及中國東海海域，棲息在沿岸沙泥底質海域，體長可達75公分，可作為食用魚。